# Paolo Turco
Paolo Turco (Roma, 12 aprile 1948 – Roma, 28 febbraio 2022) è stato un attore, doppiatore e direttore del doppiaggio italiano.

## Biografia
Paolo Turco esordì in qualità di attore comprimario intorno alla fine degli anni sessanta. Inizialmente interpretò spesso il ruolo del ragazzo scapestrato o dello studente: il primo ruolo assegnatogli fu quello del disinibito Nino in Un bellissimo novembre (1969) in cui ebbe modo di recitare con Gina Lollobrigida e Gabriele Ferzetti.
Nel 1973, il regista Ettore Scola lo scelse come protagonista maschile nella pellicola Trevico-Torino - Viaggio nel Fiat-Nam. Nel 1976 affiancò Giulietta Masina nella miniserie televisiva Camilla. All'attività di attore, Paolo Turco alternò quella di doppiatore, arrivando anche a essere direttore di doppiaggio e adattatore dei dialoghi italiani.
Dalla prima metà degli anni ottanta, dopo aver recitato in una ventina di pellicole (tra cinema e televisione), diradò fortemente le apparizioni recitative, dedicandosi esclusivamente al doppiaggio.

## Filmografia

Paolo Turco e Vittoria Franzinetti in un fotogramma tratto dal film Trevico-Torino - Viaggio nel Fiat-Nam (1973)

Paolo Turco (a destra) insieme a Gina Lollobrigida in un fotogramma del film Un bellissimo novembre (1969)

### Cinema
- Un bellissimo novembre, regia di Mauro Bolognini (1969)
- Quarta parete, regia di Adriano Bolzoni (1969)
- Esotika Erotika Psicotika, regia di Radley Metzger (1970)
- Equinozio, regia di Maurizio Ponzi (1971)
- Quando le donne si chiamavano madonne, regia di Aldo Grimaldi (1972)
- Baciamo le mani, regia di Vittorio Schiraldi (1973)
- Trevico-Torino - Viaggio nel Fiat-Nam, regia di Ettore Scola (1973)
- La vita in gioco, regia di Gianfranco Mingozzi (1973)
- Pane e cioccolata, regia di Franco Brusati (1974)
- La polizia chiede aiuto, regia di Massimo Dallamano (1974)
- Salvo D'Acquisto, regia di Romolo Guerrieri (1975)
- Ciao cialtroni!, regia di Danilo Massi (1979)
- Atsalut pader, regia di Paolo Cavara (1979)
- Aiutami a sognare, regia di Pupi Avati (1981)
- Asino chi legge, cortometraggio, regia di Pietro Reggiani (1997)

### Televisione
- Orlando furioso – miniserie TV (1974)
- Le scarpette bianche – film TV (1974)
- Rosso veneziano – miniserie TV (1976)
- Camilla – miniserie TV (1976)
- Jazz band – miniserie TV (1978)
- Top secret – film TV (1978)
- Cinema!!! – miniserie TV (1979)
- L'assedio – miniserie TV (1980)
- Nemici per la pelle – serie TV, 1 episodio (1981)

## Doppiaggio
- Brad Dourif in Qualcuno volò sul nido del cuculo
- George Takei in Star Trek (2ª voce)
- Robert Clary in Gli eroi di Hogan
- Dirk Benedict in Galactica
- Ed Begley Jr. in A cuore aperto (2ª voce)
- Tom Mason in Freebie e Bean
- Ing. Fabry in Peline Story
- Morio e Sugitaro in Lalabel
- Derek Wildstar in Star Blazers (3ª serie)
- Peppino il burattinaio in Marco
- Julian Noguchi in God Sigma

## Doppiatori
- Massimo Giuliani in Un bellissimo novembre, Pane e cioccolata
- Claudio Sorrentino in La polizia chiede aiuto